# تياغو مايكل
تياغو مايكل هو لاعب كرة قدم برازيلي في مركز الوسط، ولد في 31 أكتوبر 1984 في ريسيفي في البرازيل. لعب مع نادي غيخيليو.

## وصلات خارجية
- تياغو مايكل على موقع قاعدة بيانات كرة القدم.إي يو (الإنجليزية)
- تياغو مايكل على موقع AS.com (الإسبانية)